# Steve Geerts
Steve Geerts (4 januari 1974) is een Vlaams acteur.

## Loopbaan
Geerts speelt in het theater sinds 1998 elk seizoen met de KVS Brussel één of meer producties. Enkele stukken waarin hij speelde zijn De knecht van twee meesters, Cleansed/Crave, Disco Pigs, Macbeth en Leven en werken van Leopold II. Op televisie kruipt Geerts veelal hetzij in de huid van komische personages hetzij in die van personages met slecht(e) karakter(trekken).
Zijn bekendste rol is die van student en flierefluiter Dieter in De Kotmadam en die van de luie Ruben, de broer van Joost Vandenbroeck (Sus Slaets) in En daarmee basta!. Bij de start van die laatste reeks, in 2005, was Geerts al 31 jaar. Zijn personage Ruben Vandenbroeck, bijgenaamd "de Pinda" door de bende van zijn jongere broer Joost, was op dat moment echter 10 jaar jonger dan hij. Ruben is een student zonder toekomstperspectief die al te vaak met een zak chips op de bank hangt, naar het stereotiepe beeld: van hem of haar komt weinig terecht. Hij speelde de rol 4 seizoenen van 2005 tot 2008.
In 2009 vertolkte Geerts de rol van Patrick Maes in LouisLouise. In 2010 speelde hij agent Danny in de televisieserie Duts, door wie Walter Duts (Herwig Ilegems) vaak werd gepest. In 2011 speelde hij een gastrol in De Ronde en een terugkerende rol in de VTM-telenovela Ella als Willem, de zogezegde vader van Ella (Darya Gantura). In 2011 had Geerts een gastrol in de seizoensfinale van Vermist III. In 2012 speelde hij een gastrol in Met man en macht, een Woestijnvis-reeks. In het najaar van 2015 speelde hij ook de hoofdrol in de VTM-reeks Altijd Prijs als lottowinnaar Rudy Desmet. Geerts had in 2015 en 2017 een terugkerende nevenrol als de louche Manu Tuytelaers in de dramareeks Spitsbroers op VTM.
Geerts speelde gastrollen in Heterdaad (Jeroen Pauwels), Flikken (Werner), Recht op Recht (Gert Plaatsnijder), Witse (Karel Meeuws), Zone Stad (Bjorn Castermans), F.C. De Kampioenen en Code 37. Hij speelde ook een gastrol in Dag & Nacht: Hotel Eburon als Gordon Sanders.
Hij had bovendien een rol in de muziekclip van de Belgische band Freaky Age, meer bepaald in het nummer Where do we go now.

## Privé
Steve Geerts is samen met Marianne Devriese; ze leerden elkaar kennen op de set van En daarmee basta!. Geerts is in alle 4 seizoenen te zien terwijl Devriese vanaf het derde seizoen een bijrol speelde als Laura Meyvisch, tot het einde van de serie. Samen hebben ze drie dochters.

## Overzicht

### Televisie

#### Hoofdrollen
- De Kotmadam (1997-2001) - als Dieter
- En daarmee basta! (2005-2008) - als Ruben Vandenbroeck
- LouisLouise (2008-2009) - als Patrick Maes
- Duts (2010) - als agent Danny
- Loslopend wild & gevogelte (2012-2022) - diverse rollen
- Met man en macht (2013) - als Patrick De Groof
- Altijd Prijs (2015) - als Rudy Desmet
- Cordon (2014, 2016) - als Toon
- Professor T. (2016, 2018) - als inspecteur John Van Humbeeck
- Kafka (2017) - diverse rollen
- The Team 2 (2018) - als agent Axel
- Mijn Slechtste Beste Vriendin (2021-2022) - als Marco

#### Neven- en gastrollen
- Hof van Assisen (1998) - als Fons Versmoessen
- Heterdaad (1999) - als Jeroen Pauwels
- Flikken (2000) - als Werner
- Recht op Recht (2001) - als Gert Plaatsnijder
- W817 (2003) - als Roel
- Samson & Gert (2004) - als presentator
- Witse (2006) - als Karel Meeuws
- Spoed (2008) - als Sam
- F.C. De Kampioenen (2008), als jongeman
- Zone Stad (2008) - als Filip De Blander
- SUPER8 (2009-2010) - als Mario
- Click-ID (2009) - als Wesley
- Dag & Nacht: Hotel Eburon (2010) - als Gordon Sanders
- Mega Mindy (2010) - als Kleine Garnaal
- Aspe (2010) - als federale inspecteur Alex De Baerd
- Zone Stad (2011) - als Bjorn Castermans
- De Ronde (2011) - als Didier Boone
- Ella (2011) - als Willem Messiaen
- Code 37 (2011) - als Alek Dewulf
- Rang 1 (2011)
- Vermist (2012) - als Fabian Dewael
- Danni Lowinski (2012) - als garagist
- Clan (2012) - als Boris Engelen
- Aspe (2013) - als Luc De Ghandt
- Lang Leve... (2013) - als Wouter Vandenhaute
- Ontspoord (2013) - als Stef Geraerts
- Amateurs (2014) - als Stefaan Martens
- Safety First (2014) - als Pol
- Spitsbroers (2015, 2017) - als Manu Tuytelaers
- Patrouille Linkeroever (2016) - als ruziënde buurman
- Allemaal Chris (2017) - als fietser
- Tytgat Chocolat (2017) - als sollicitant chocolatier
- Connie & Clyde (2018) - als Maarten
- Gina & Chantal (2019) - als Peter
- Hidden Assets (2021, 2023) - als Viktor Maes
- Déjà Vu (2021) - als Kurt
- F*** You Very, Very Much (2021) - als ranzige Raf
- Storm Lara (2021) - als Stef
- Chantal (2022, 2024) - als Bart Storms
- Geldwolven (2022) - als Benny
- Holy Sh!t (2025) - als Stef

### Films

#### Langspeelfilms
- Fred (2005) - als Fred
- Los Flamencos (2013) - als agent
- Allemaal Familie (2017) - als Steve
- De Collega's 2.0 (2018) - als Alexander
- Torpedo (2019) - als Peter
- Toy Story 4 (2019) - als Duke Caboom (stem)
- Hotel Poseidon (2021) - als Tuur
- Bittersweet Sixteen (2021) - als Mathias

#### Kortfilms
- TV-Dinner (2004)
- Forever (2005) - als Anton
- Het ruikt hier naar stront (2006) - als Denby Grindahl
- Tanguy's Unifying Theory of Life (2007) - als Freddy
- Verbrandman (2008) - als Verbrandman
- 19:00 (2010) - als Freddy
- Wachten op morgen (2021) - als Wim